# Heinz Fischer

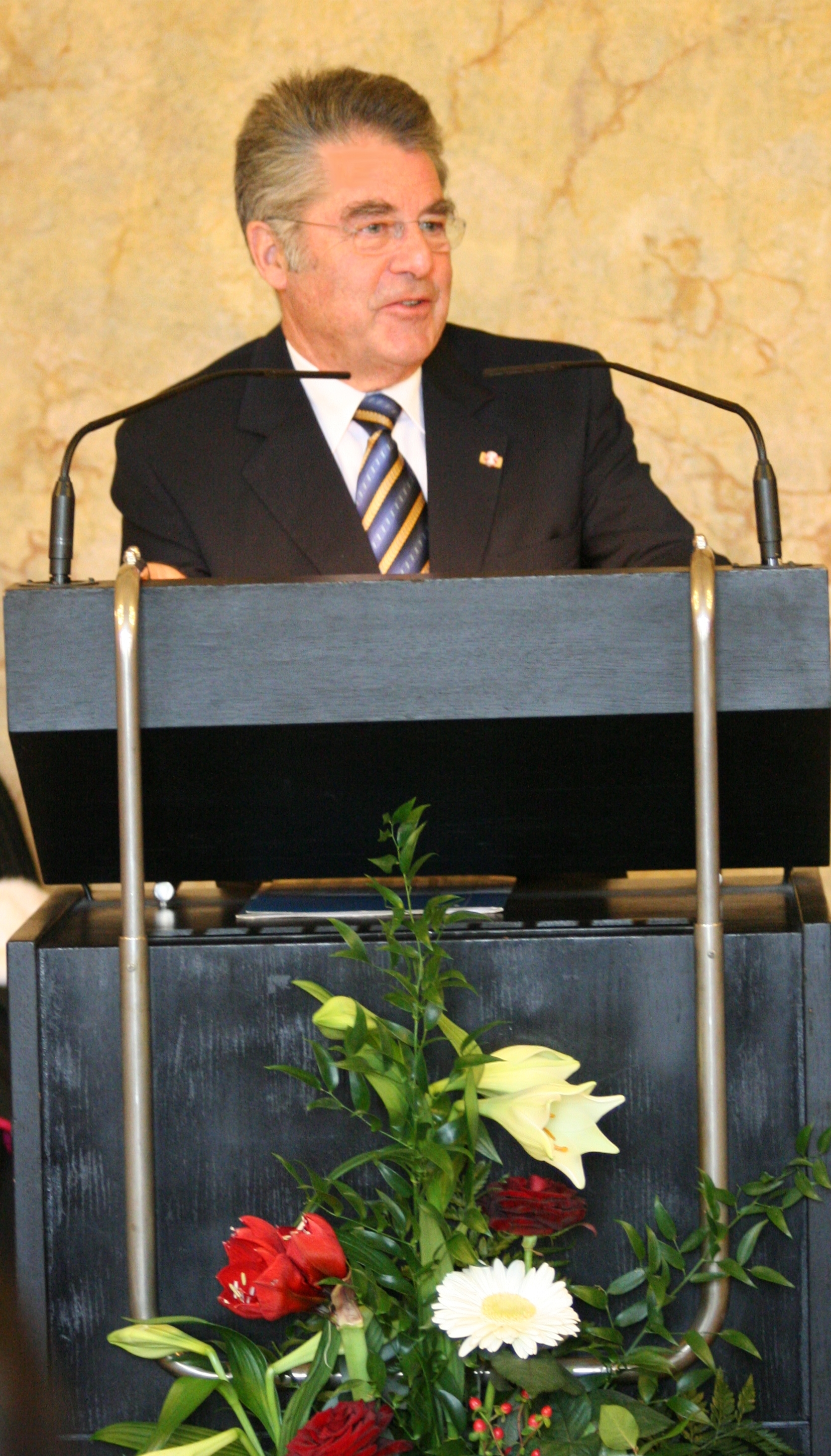
Heinz Fischer

Heinz Fischer (GColIH (phát âm tiếng Đức: [haɪnts ˈfɪʃɐ]; sinh ngày 9 tháng 10 năm 1938 ở Graz, Steiermark)) là Tổng thống Áo từ năm 2004 đến năm 2016. Ông là một thành viên của đảng Dân chủ Xã hội Áo (SPÖ). Ông nhậm chức ngày 8 tháng 7 năm 2004 và được bầu lại nhiệm kỳ thứ nhì và cuối cùng vào ngày 25 tháng 4 năm 2010. Fischer trước đây từng là Bộ trưởng Bộ Khoa học từ 1983 đến 1987 và là Chủ tịch của Hội đồng Quốc gia Áo 1990-2002. Một thành viên của Đảng Dân chủ Xã hội Áo (SPO), ông đã tạm ngưng tư cách đảng viên của ông trong suốt thời gian làm tổng thống.

## Thời trẻ
Fischer sinh ra ở Graz, Styria, ở khu vực lúc đó trở thành Đức Nazi sau Anschluss tháng 3 năm 1938. Fischer the học trường trung học, tập trung vào lĩnh vực nhân đạo và dự kì thi Matura năm 1956. Ông học luật tại Đại học Wien, nhận học vị tiến sĩ vào năm 1961. Trong năm 1963 ở tuổi 25, Fischer, đã dành một năm hoạt động tình nguyện tại Kibbutz Sarid, phía bắc Israel. Ngoài làm một chính trị gia, Fischer cũng theo đuổi một sự nghiệp hàn lâm, và trở thành một Giáo sư Khoa học Chính trị Đại học Innsbruck vào năm 1993.

### Nhiệm kỳ tổng thống đầu tiên

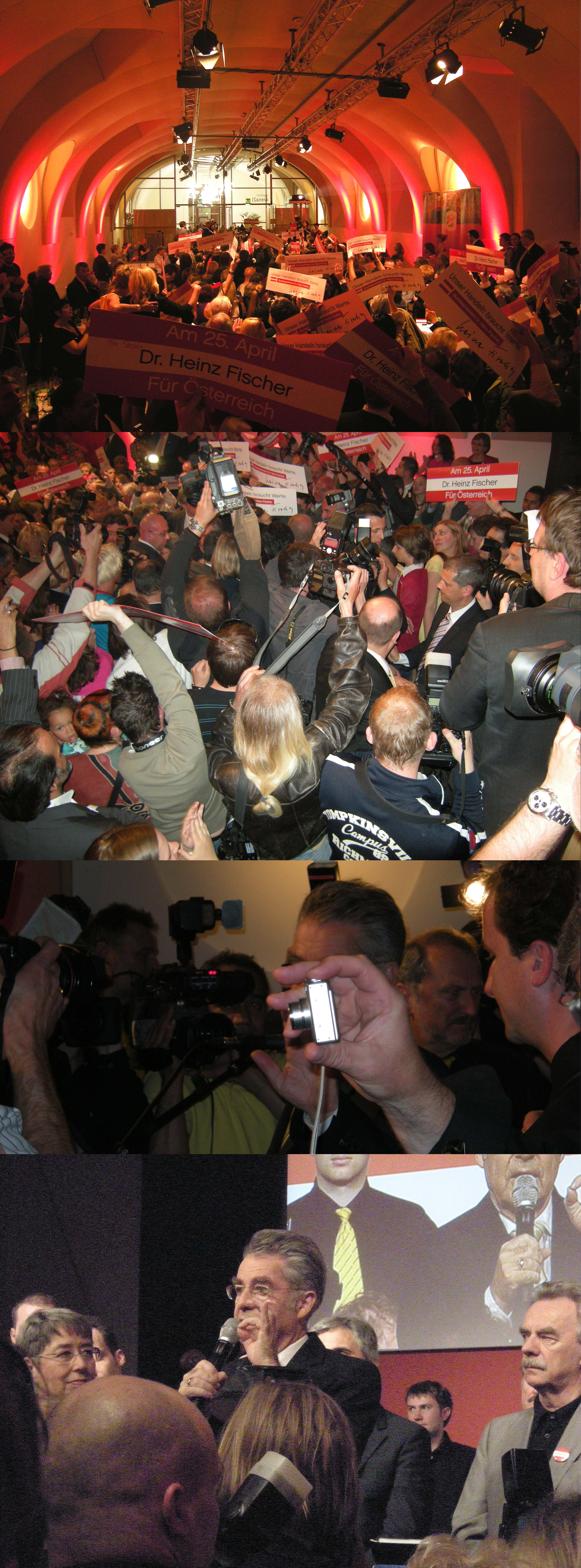
Tiệc cho đợt bầu lại tổng thống lần thứ nhì ngày 25 tháng 4 năm 2010.

Tháng 1 năm 2004 Fischer tuyên bố rằng ông sẽ tranh cử tổng thống để kế nhiệm Thomas Klestil. Ông được bầu vào ngày 25 tháng 4 năm 2004 là ứng cử viên của Đảng Dân chủ Xã hội đối lập. Ông nhận được 52,4% số phiếu bầu để đánh bại Benita Ferrero-Waldner, lúc đó là Bộ trưởng Ngoại giao trong liên minh cầm quyền bảo thủ dẫn đầu là Đảng của dân. Fischer tuyên thệ nhậm chức vào ngày 08 tháng 7 năm 2004 và đã nhậm chức từ hội đoàn của Chủ tịch Hội đồng quốc gia.

### Nhiệm kỳ tổng thống thứ hai
Tháng Tư 2010, Fischer đã được tái bầu làm Tổng thống Áo, giành thắng lợi một nhiệm kỳ tổng thống sáu năm thứ hai với gần 79% số phiếu cử tri đi bầu cử tri kỷ lục thấp chỉ 53,6%. Khoảng 1/3 của những người đủ điều kiện để bỏ phiếu bình chọn cho Fischer, khiến cho tờ nhất báo bảo thủ Die Presse mô tả cuộc bầu cử như là một "đa số tuyệt đối cho những người không bầu cử". Lý do cho các cử tri đi bầu thấp nằm trong các sự kiện mà thăm dò dư luận có dự đoán một chiến thắng an toàn cho Fischer (các Tổng thống Áo đang chạy cho một nhiệm kỳ thứ hai đã luôn luôn chiến thắng) và đảng lớn khác, ÖVP, đã không được đề cử một ứng cử viên của riêng mình, và đã không tán thành bất kỳ của ba ứng cử viên. Một số thành viên ÖVP nổi bật, không chính thức, nhưng trước dân chúng, thậm chí đề nghị bỏ phiếu 'vô hiệu', khoảng 7% số cử tri đã làm như thế.